# Andréa Beltrão
Andréa Vianna Beltrão (Rio de Janeiro, 16 de setembro de 1963) é uma atriz e produtora brasileira. Artista de inúmeras facetas e versátil, iniciou sua carreira nos palcos do Tablado e, mais tarde, tornou-se popular na televisão e no cinema. Beltrão é ganhadora de vários prêmios, incluindo um Grande Otelo, dois APCA, três Prêmios Shell e três Prêmios Qualidade Brasil, além de ter sido indicada a oito Prêmios Guarani e um Emmy Internacional.
Beltrão fez sua estreia profissional na peça de comédia O Auto da Compadecida (1976) no papel de João Grilo. Desde então, tornou-se uma operária do teatro integrando diversas companhias teatrais e atuando em peças de aclamação da crítica. No teatro, destacou-se em Senhorita Júlia (1991), Memória da Água (2001), A Prova (2002), pela qual venceu o Prêmio Shell, Sonata de Outono (2005), As Centenárias (2007), que rendeu seu segundo Shell, Nômades (2014) e Antígona (2016), pela qual recebeu um APCA.
Na televisão, sua estreia ocorreu em 1982 em uma participação na novela Elas por Elas, da TV Globo. Em telenovelas, Beltrão teve personagens marcantes em Rainha da Sucata (1990), Pedra Sobre Pedra (1992), Mulheres de Areia (1993), A Viagem (1994), Vira Lata (1996), Era Uma Vez... (1998), As Filhas da Mãe (2001), Um Lugar ao Sol (2021) e No Rancho Fundo (2024). No entanto, foi nas séries, especial de comédia, que ganhou mais destaque, como em Armação Ilimitada (1985), A Madona de Cedro (1994),  A Grande Família (2002–10), Som & Fúria (2009), Tapas & Beijos (2011–15), pela qual venceu um Prêmio Qualidade Brasil, e Hebe (2019), que lhe rendeu a indicação ao Emmy Internacional de Melhor Atriz.
Beltrão, mais uma vez nomeada ao Grande Otelo de Melhor Atriz em 2023, atingiu sua 12.ª indicação ao Grande Prêmio do Cinema Brasileiro, tendo vencido uma vez por sua atuação em Hebe: A Estrela do Brasil (2019). No cinema, é reconhecida pela versatilidade, tendo atuado nos mais diversos gêneros, com destaque para Minas-Texas (1989), O Escorpião Escarlate (1990), Pequeno Dicionário Amoroso (1997), A Partilha (2001), Jogo de Cena (2007), Verônica (2009), Salve Geral (2009), Sob Pressão (2016), Albatroz (2018), Verlust (2020) e Ela e Eu (2022).

## Carreira

### 1978—89: Formação e primeiros trabalhos
Andréa iniciou sua carreira nos palcos do renomado teatro O Tablado, fundado por Maria Clara Machado, com apenas 14 anos de idade. Em sua estreia profissional, interpretou João Grilo numa montagem do clássico O Auto da Compadecida, de Ariano Suassuna.  Em seguida, a atriz passou a integrar o elenco de diversos grupos teatrais. Participou por três anos do grupo Arco da Velha, apresentando espetáculos em orfanatos e hospitais infantis. No início da década de 1980, ingressou no Manhas e Manias, grupo teatral do diretor José Lavigne, onde também atuava Débora Bloch, Chico Diaz e Pedro Cardoso. Em entrevistas, Andréa revela não saber ao certo como se deu o início de sua carreira profissional. Segundo a atriz, com os grupos teatrais, ela trabalhou em diversas produções, incluindo teatro de rua, com montagens no Brasil inteiro. Ela ainda participou do Manhas de Cabaré, grupo que promoveu a reforma do teatro Gláucio Gil com espetáculos de dança, música e cursos de teatro.
Em 1980, estreia na peça Hoje É Dia de Rock, de José Vicente, interpretando "Neuzinha", sob a direção de Carlos Vicente, espetáculo que narra a jornada de uma família que deixa o sertão de Minas Gerais e busca sobreviver em uma capital impulsionada pelo consumo. No mesmo ano, atua na peça infantil João e Maria, de Maria Clara Machado, compondo o elenco dos três sapos da trama. Em 1981, colaborou com o grupo teatral Manhas e Manias na produção de Brincando com o Fogo, protagonizado por ela e pelo ator Pedro Cardoso, sob a direção de José Lavigne. Em 1982, destacou-se como protagonista em duas peças teatrais: Zíper Aberto e O Dragão. Também neste ano, fez sua estreia na televisão na novela Elas por Elas (1982), escrita por Cassiano Gabus Mendes, com uma breve participação como "Regina", amiga da personagem Cris (interpretada por Thaís de Campos). Em 1983, voltou aos palcos com as peças Teatro Enredo e Recordações do Futuro, ambas dirigidas por José Lavigne para o grupo teatral Manhas e Manias.

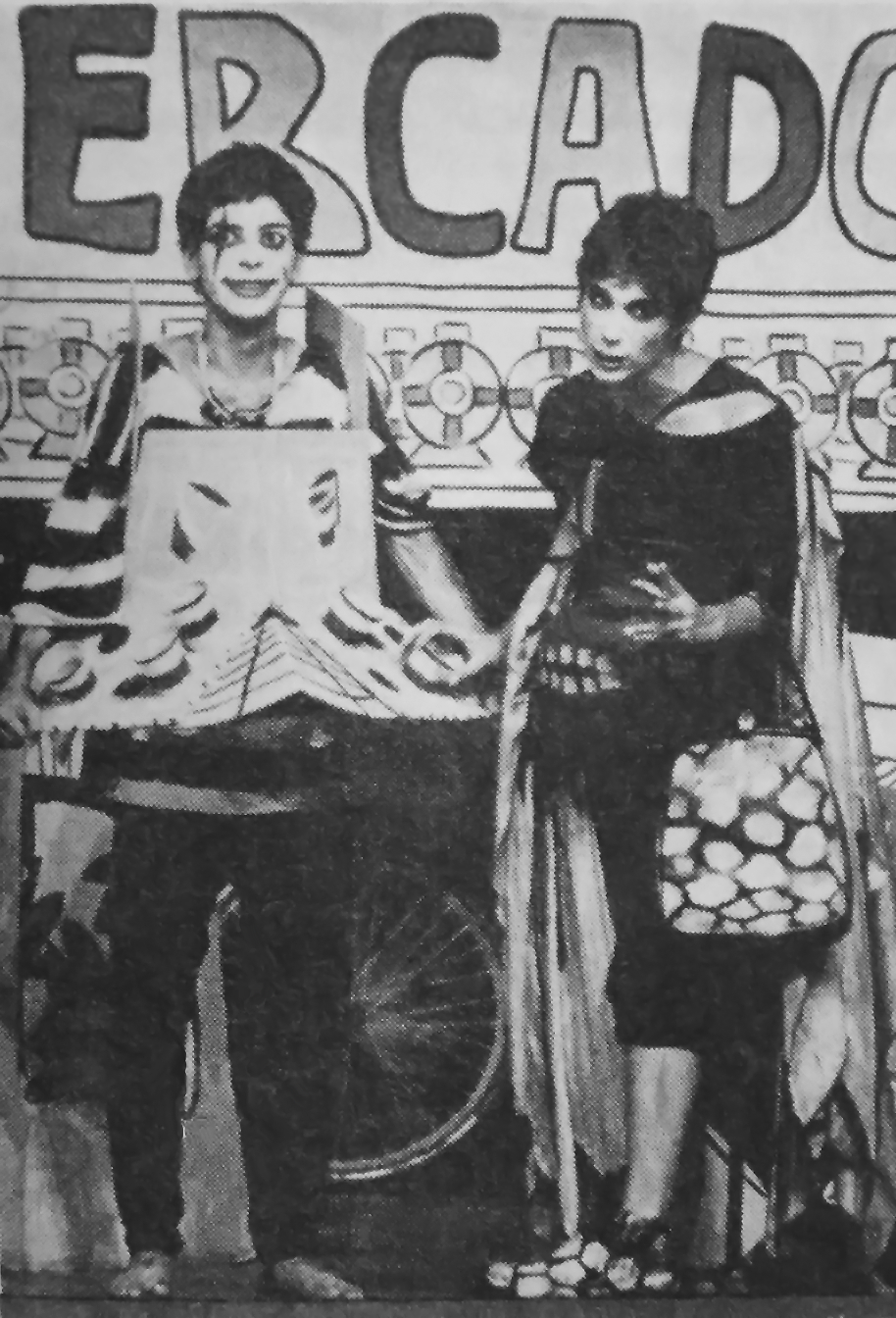
Beltrão e o ator Paulo Leão em uma peça de teatro em 1985.

Em 1984, foi convidada para fazer um teste de elenco para a novela Corpo a Corpo, escrita por Gilberto Braga, junto com as atrizes Malu Mader, Luiza Tomé e Lília Cabral, que também estavam em início de carreira na televisão. As quatro atrizes foram aprovadas e chamadas para o elenco da novela. Beltrão foi escalada para o papel de "Ângela", retratada como a noiva de "Rafael" (Lauro Corona) no início da trama, uma jovem bonita e doce, porém passiva e sem grande determinação. Após perder o pai em uma enchente em Blumenau, Santa Catarina, ela segue para o Rio de Janeiro com o noivo. A personagem concentra sua energia na relação com Rafael, que não a ama e a trata como um fardo que precisa suportar com resignação.
Neste mesmo ano, ela fez sua estreia no cinema com uma participação especial no filme musical Bete Balanço, dirigido por Lael Rodrigues e estrelado por Débora Bloch, no qual interpreta uma dançarina. Mas foi no filme de aventura Garota Dourada (1984), de Antônio Calmon, que teve seu primeiro grande papel no cinema. Co-estrelando ao lado de André de Biase e Bianca Byington, ela interpretou "Glória". Nos palcos, atua em uma montagem do texto O Beijo no Asfalto, de Nelson Rodrigues, dirigida por Buza Ferraz.
Seu próximo papel, em 1985, marcou definitivamente sua carreira: interpretar a jornalista "Zelda Scott" na série Armação Ilimitada, criada por Antônio Calmon, Euclydes Marinho, Patrycia Travassos e Nelson Motta, com direção de Guel Arraes. Na série, "Zelda" estava envolvida em um triângulo amoroso com os esportistas Juba (Kadu Moliterno) e Lula (André de Biase), que compartilhavam uma casa com Bacana (Jonas Torres), um ex-menino de rua. A série, conhecida por sua linguagem anárquica que combinava elementos do cinema, música, história em quadrinhos e videoclipes, foi um marco na televisão brasileira, retratando com humor as aventuras dos jovens protagonistas. Permaneceu no ar por quatro temporadas, chegando ao fim em dezembro de 1988. Neste ano ainda, integra o elenco coadjuvante do filme O Rei do Rio, de Fábio Barreto, no papel de "Taís", e faz uma participação especial na comédia Os Bons Tempos Voltaram: Vamos Gozar Outra Vez, de Ivan Cardoso, como "Andréa". Além do mais, é dirigida por Antônio Grassi na peça Sapomorfose.
Em 1986, estrela com Jacqueline Laurence o espetáculo Ação Entre Amigos, que trazia Paulo Betti na direção com texto de autoria de Márcio Souza. Também em 1986, recebeu o prêmio de Melhor Atriz Coadjuvante no Festival de Cinema do Rio por sua performance em As Sete Vampiras, uma comédia dirigida por Ivan Cardoso. Esta foi a segunda colaboração da atriz com o cineasta. Neste ano ainda, atua no segundo filme da trilogia do rock brasileiro dos anos 80 do diretor Lael Rodrigues, Rock Estrela, no papel de "Mary Louca", estrelando o filme com Diogo Vilela, Malu Mader, Léo Jaime e Vera Mossa.
Em 1987, atua em A Cor do Seu Destino, drama dirigido por Jorge Durán que aborda o exílio de brasileiros no exterior durante a ditadura militar sob a ótica da história de vida do personagem "Paulo" (Guilherme Fontes). No filme, que conta ainda com Norma Bengell, Chico Díaz e Julia Lemmertz no elenco principal, ela interpreta "Helena", a namorada do personagem protagonista. No mesmo ano, interpreta Marta no curta-metragem O Bebê.[carece de fontes?]
Em 1988, retoma sua parceria com Paulo Betti no teatro, estrelando o espetáculo O Amigo da Onça, escrito por Chico Caruso e Nani, ao lado do ator Sérgio Mamberti. Em 1989, atua na peça A Estrela do Lar, de Mauro Rasi. Estrelada por Marieta Severo, a peça conta a sátira de uma família suburbana e seus sonhos e desejos frustrados, alicerçados na matriarca da família (Marieta). A obra marca também o início de uma amizade e parceria artística entre Andréa Beltrão e Marieta Severo, com quem trabalhou inúmeras vezes. Também neste ano, protagoniza com José Dumont o filme de aventura Minas-Texas, de Carlos Alberto Prates Correia. No filme, seu papel é o de "Januária", uma jovem que nutre uma fantasia romântica pelo peão "Roy" (Dumont). Ela se rebela contra um casamento arranjado e decide abandonar seu noivo no altar para formar um grupo, tornar-se fazendeira e experimentar diversos amores, enquanto aguarda o retorno do seu amado. Sua atuação no filme lhe garantiu o prêmio de Melhor Atriz no Festival de Cinema de Brasília.

### 1990—99: Consolidação na televisão e protagonismo nas telenovelas
Após o fim de Armação Ilimitada, Andréa ficou um ano sem realizar trabalhos na televisão. Em 1990, foi convidada por Sílvio de Abreu e Jorge Fernando para o elenco da novela Rainha da Sucata, sendo eles o autor e o diretor da novela, respectivamente. A produção dessa novela foi realizada para comemorar os 25 anos da TV Globo e reuniu os grandes astros da teledramaturgia brasileira em homenagem. Na trama, interpreta "Ingrid de Bresson", filha de "Isabelle" (Cleyde Yáconis), que retorna com ela da Europa. "Ingrid" é descrita como uma personagem viva, esperta, animada, de ótimo caráter, que expressa suas ideias e influencia as pessoas ao seu redor. Ela tem um grande interesse em descobrir o verdadeiro Brasil e, apesar de ter interrompido seus estudos de sociologia na Sorbonne para vir para o Brasil, continua demonstrando uma curiosidade ingênua ao fazer perguntas às pessoas. Sua aparição ocorre somente após o capítulo 30. Ainda nesse ano, estreou nos cinemas brasileiros a comédia O Escorpião Escarlate, dirigida por Ivan Cardoso, com Andréa protagonizando o papel da estilista "Glória". Sua atuação nesse papel lhe garantiu o prêmio de Melhor Atriz no Festival de Cinema e TV de Natal.
Em 1991, protagoniza a peça Senhorita Júlia com José Mayer, uma adaptação do texto de August Strindberg dirigida por William Pereira. O drama conta, em estilo naturalista, a trágica história da breve relação entre a jovem aristocrata "Júlia" (Beltrão) e seu serviçal "Jean", durante uma noite de verão. Os temas das classes sociais, do amor e da luta entre os sexos são elementos essenciais desta tragédia. Atuou em uma participação especial no filme de comédia Vai Trabalhar, Vagabundo II (1991), dirigido por Hugo Carvana, aparecendo como uma amiga do personagem central "Edu". Sua pequena participação foi elogiada pela crítica, sendo premiada como Melhor Atriz Coadjuvante no Festival de Cinema de Brasília.
Em 1992, volta às novelas em Pedra sobre Pedra, escrita por Aguinaldo Silva para o horário das nove da TV Globo. Ela interpreta a mística "Úrsula", a filha mais nova da vilã "Gioconda" (Eloísa Mafalda), cuja saúde é frágil. Por causa disso, ela se casa com o farmacêutico "Diamantino" (Ênio Gonçalves), mas o casamento não resolve seus problemas e eles se separam. "Úrsula" desenvolve um lado místico, tornando-se especialista em cristais, uma forma de comunicação com o além. É ela quem faz o primeiro contato com o espírito do fotógrafo "Jorge Tadeu" (Fábio Júnior).
Em 1993, é escalada para o remake Mulheres de Areia, de Ivani Ribeiro, para interpretar a espirituosa "Tônia". Na trama, ela é filha de "Zé Pedro" (Carlos Zara), irmã de "Reginho" (Fabrício Bittar) e namorada de "Juca". Sua personagem é dona de um bazar e é uma mulher forte, decidida, que não hesita em confrontar os poderosos, buscando justiça a qualquer custo e lutando pelos mais vulneráveis. Também esteve em Radical Chic, um híbrido de programa humorístico e game show apresentado por Maria Paula Fidalgo, onde Andréa interpretava a personagem "Radical Chic" em diversas esquetes.

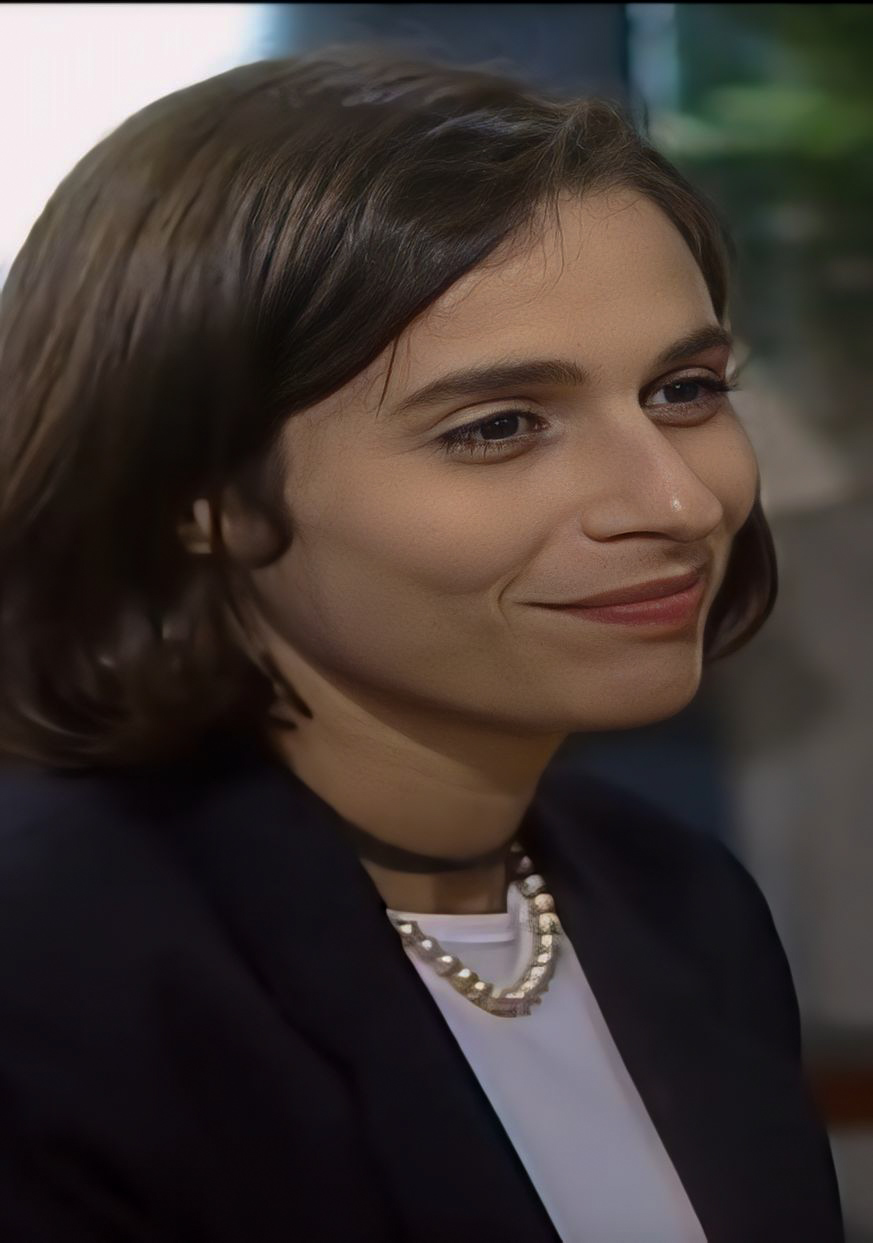
Andréa como "Lisa" em A Viagem, 1994.

Em 1994, atua em mais um remake de Ivani Ribeiro, dessa vez A Viagem. Beltrão interpretou a doce Lisa, jovem que era assombrada pelo espírito de "Alexandre" (Guilherme Fontes), seu ex-namorado. Sua personagem é uma mulher sofrida, ela é a sustentáculo da família, pois o pai, "Agenor" (John Herbert), vive desempregado, e o irmão, "Zeca" (Irving São Paulo), é um músico sonhador e sem dinheiro. No decorrer da trama, ela se envolve com "Téo" (Maurício Mattar). Neste ano ainda, volta aos palcos na peça humorística 5X Comédia, concebida por Monique Gardenberg, considerada um marco na comédia brasileira e sucesso crítica. Ao lado de Cláudia Raia, Denise Fraga, Diogo Vilela, Fernanda Torres, Luiz Fernando Guimarães e Pedro Cardoso no elenco, a peça é composta por uma fusão de cinco monólogos distintos, cada um sem um tema central unificador.
Na televisão, protagonizou também a minissérie A Madona de Cedro (1994) junto com Eduardo Moscovis como "Marta Pavão", par romântico de "Delfino Montiel", um homem que sai de Minas Gerais para o Rio de Janeiro e acaba se metendo em um roubo por confusão. Também atua no episódio "Suburbano Coração" do programa Caso Especial. Nesse período, chegou a ser vista três vezes por dia na televisão: à tarde, na reprise de Rainha da Sucata; às 19h, em A Viagem; e no fim da noite, em A Madona de Cedro.
Em 1996, faz mais uma protagonista de novelas em Vira Lata, de Carlos Lombardi. Ela interpreta "Maria Helena", esposa de "Bráulio" (Murilo Benício), mãe de "Julianna" (Kananda Raia) e Giovanna (Alessandra Guiar). Enfermeira de profissão, prioriza sua família acima de tudo, escondendo seu passado do pai contraventor, "Moreira" (Jorge Dória). Ela é irmã de Cassandra (Maria Zilda Bethlem) e "Aquiles" (Roberto Bataglin). Além disso, guarda outros segredos, que encobre com a desculpa do cachorro Zé. Fuma e come chocolate escondida das filhas para evitar dar mau exemplo. Sua casa é sempre cheia de crianças e cachorros. Ao longo da história, se envolve com "Lênin" (Humberto Martins). A trama gerou diversas polêmicas devido ao seu conteúdo. A conduta questionável dos personagens levantou preocupações entre os telespectadores, que temiam que esses comportamentos pudessem influenciar pessoas na vida real. Além disso, temas como sexo, drogas, corrupção e violência também causaram desconforto significativo entre o público. Beltrão não estava contente com o seu papel e chegou a ser afastada da produção por alguns capítulos, e o autor,  Carlos Lombardi, revelou em um livro não querer mais trabalhar com a atriz.
Em meio ao fracasso de Vira Lata, participou de diversos episódios da série A Comédia da Vida Privada, a qual não tinha elenco fixo e era exibida na faixa da Terça Nobre, ou seja, sempre as terças-feiras, uma vez por mês na TV Globo. Em janeiro de 1997, estrelou ao lado de Daniel Dantas a comédia romântica Pequeno Dicionário Amoroso, dirigida por Sandra Werneck. O filme narra a história de um casal jovem que se conhece por acaso, se apaixona, questiona e eventualmente se separa. Abordando todos os aspectos de um relacionamento amoroso contemporâneo, desde a atração até a separação, passando por coincidências, felicidade, idílio, jogo, juramento, pesadelo e revanche, o filme apresenta as diversas facetas da paixão em ordem alfabética. A performance de Beltrão no filme rendeu uma indicação ao Prêmio Guarani de Melhor Atriz, concedido pela crítica cinematográfica. No ano seguinte, retorna aos palcos do teatro com a peça A Dona da História, de autoria e direção de João Falcão, que tinha Andréa e Marieta Severo dividindo a mesma personagem.

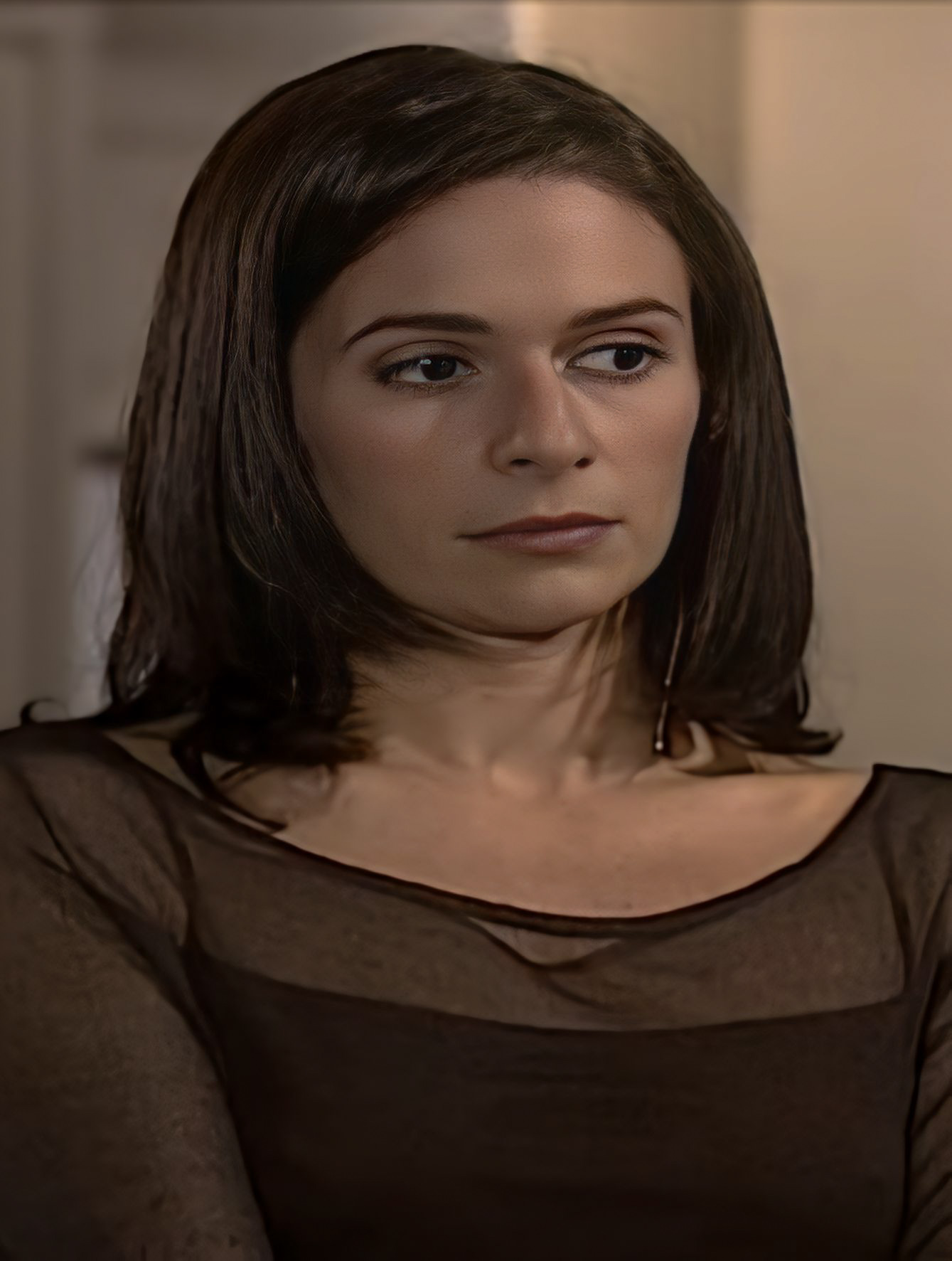
Beltrão como "Bruna" em Era Uma Vez..., 1998.

Em 1998, foi selecionada para interpretar um papel antagonista na novela Era Uma Vez..., escrita por Walther Negrão e exibida às seis horas pela TV Globo. Na trama, ela integrou um triângulo amoroso com os protagonistas Drica Moraes e Herson Capri, em uma história de temática romântica e infanto-juvenil. Sua personagem é "Bruna Reis", a bela filha de "Rudy" (Jorge Dória) e "Anita" (Yoná Magalhães), irmã de "Filé" (Cláudio Heinrich) e noiva de "Álvaro" (Herson Capri). "Bruna" é a antagonista da trama, uma mulher falsa que compete pelo amor de "Álvaro" com "Madalena" (Drica Moraes). Ela não tem afeto por crianças ou animais e trabalha como advogada na fábrica de chocolates de "Xistus" (Cláudio Marzo), com quem tem uma cumplicidade notável. "Xistus", por sua vez, incentiva "Bruna" a ficar com "Álvaro", pois deseja ter "Madalena" para si.
Em 1999, foi escalada para o elenco do programa humorístico Zorra Total, onde deu vida a sua personagem "Garota TPM", uma jovem que muda constantemente de humor. Beltrão permaneceu na atração apenas durante a primeira temporada e seu quadro foi transferido para o Fantástico após a entrada de Maurício Sherman na equipe, que assumiu a direção e popularizou a atração, retirando quadros considerados "elitistas".
dirigida por William Pereira. William Pereira.

### 2000—09: Amadurecimento e consagração artística no teatro
Em 2001, protagonizou com Eliane Giardini e Ana Beatriz Nogueira a peça A Memória da Água, adaptação do texto de Shelagh Stephenson e direção de Felipe Hirsch. Na obra Memória da Água, três irmãs separadas por longos períodos se reúnem após a morte da mãe. Enquanto aguardam o funeral em uma vila à beira-mar, revisitam lembranças, resolvem questões pendentes e ponderam sobre o curso de suas vidas. A interpretação de Beltrão nesta obra gerou muitos elogios e ela foi indicada ao Prêmio Qualidade Brasil como Melhor Atriz Teatral de Drama. Segundo o crítico Macksen Luiz, a performance dela como "Maria" é marcada por uma intensa interiorização, evitando clichês psicológicos.
Neste ano, Andréa Beltrão também alcançou sucesso nos cinemas com a comédia dramática A Partilha, uma adaptação da peça homônima de Miguel Falabella, dirigida por Daniel Filho. O filme, estrelado por Beltrão, Glória Pires, Paloma Duarte e Lília Cabral, narra a história de quatro irmãs que se reúnem após o falecimento da mãe para debater a divisão dos bens familiares. Apesar das críticas variadas, o filme foi um sucesso de bilheteria, alcançando uma audiência de mais de 1,4 milhões de espectadores. Por sua atuação, Beltrão foi agraciada com o Prêmio Qualidade Brasil de Melhor Atriz de Cinema e recebeu sua primeira indicação ao Grande Otelo de Melhor Atriz pela Academia Brasileira de Cinema.
Ainda em 2001, retorna à televisão participando do episódio "A Grã-fina de Copacabana" da série Brava Gente e atua na novela As Filhas da Mãe, escrita por Silvio de Abreu. Na trama, interpreta "Tatiana", a segunda filha de "Lulu" (Fernanda Montenegro) e "Fausto Cavalcante" (Francisco Cuoco), e irmã de "Alessandra" (Bete Coelho) e "Ramona" (Cláudia Raia). "Tatiana" sonha em ser diretora de cinema, mas acaba trabalhando como vendedora de pipocas em Londres após gastar toda a sua herança. Quando descobre o golpe do pai, decide retornar ao Brasil para recuperar o resort Jardim do Éden, enfrentando sua irmã, com quem tem uma relação de rivalidade desde sempre. Apesar das diferenças, as duas possuem um peculiar padrão de pensamento, sendo surpreendentemente semelhantes em suas ações.
No ano seguinte, atua na peça infantil Eu e Meu Guarda-Chuva, ao lado de Orã Figueiredo, sendo dirigida por Maurício Farias e Vicente Barcellos. Também estrelou o renomado espetáculo A Prova, dirigido por Aderbal Freire-Filho. O elenco incluiu ainda José de Abreu, Emilio de Mello e Gisele Fróes. Ambientada em Chicago, a história gira em torno de "Catherine" (Beltrão), filha de "Robert" (Abreu), um matemático falecido que sofria de esquizofrenia. "Catherine" enfrenta uma crise ao refletir sobre a herança deixada por seu pai: sua genialidade, sua doença, ou talvez ambos. Ela se envolve com "Hal Dobbs" (Mello), um jovem pesquisador que estuda o trabalho de seu pai. Além disso, sua irmã mais velha, "Claire" (Fróes), insiste para que ela vá morar com ela em Nova York. Beltrão mais uma vez recebeu elogios pela sua intensa interpretação, sendo agraciada com o Prêmio Shell de Melhor Atriz.

"Tudo começou com um episódio, em que eu fazia o papel da cabeleireira da Nenê [Marieta Severo]. Eu falei com o [roteirista] Cláudio Paiva: ‘Esse programa é maravilhoso, meus amigos todos estão aqui. Bem que você poderia me chamar outra vez’. Até que um dia, começaram a achar que um salão de cabeleireiro seria um bom lugar de bochicho feminino, a exemplo da repartição pública e do Bar do Beiçola, que são o núcleo masculino. Foi assim que tive a sorte de ganhar essa pepita de ouro".

— Beltrão sobre A Grande Família em depoimento para o Memória Globo.
No ano de 2002, fez uma participação especial na série Os Normais, protagonizada por Fernanda Torres e Luiz Fernando Guimarães, no episódio intitulado "Tudo Normal Como Antes". Ainda em 2002, se juntou ao elenco da série A Grande Família, interpretando o papel da cabeleireira "Marilda". Sua participação inicial foi em um episódio onde desempenhava o papel de cabeleireira de "Nenê", interpretada por Marieta Severo. Ela sugeriu ao roteirista Cláudio Paiva que considerasse chamá-la novamente para participar do programa, destacando sua admiração pelo elenco e pela produção, e ele a chamou para o elenco fixo. Ao longo das temporadas, o personagem de "Marilda" ganhou mais destaque na trama, incluindo um romance com "Paulão", um mecânico charmoso interpretado por Evandro Mesquita. Andréa deixou o programa em 2010, durante uma reformulação que também trouxe mudanças na direção, assumida por Maurício Farias.
Concomitantemente às gravações do seriado A Grande Família, realizou participações especiais em outros programas da TV Globo e continuou com seus trabalhos no cinema e no teatro. Em dezembro de 2003, protagonizou o especial de fim de ano Carol & Bernardo com Eduardo Moscovis. Na trama, ela é "Carol", uma advogada organizada e cheia de TOCs, casada com Bernardo, um músico sem emprego fixo e totalmente desorganizado. Apesar das diferenças, os dois vivem um amor alto-astral e, prestes a comemorar 10 anos juntos, decidem organizar um fim de semana romântico.
Em 2004, recebe novamente uma nomeação ao Prêmio Qualidade Brasil como Melhor Atriz Teatral de Drama por sua atuação em Como eu Aprendi a Dirigir meu Carro, em mais uma parceria com o diretor Felipe Hirsch, atuando com Paulo Betti. O ano de 2004 também foi marcado por sua atuação no quadro As 50 Leis do Amor, exibido no Fantástico, onde com Débora Bloch e Diogo Vilela mostravam as 50 leis do amor por meio de diversas esquetes escritas por Alexandre Machado e Fernanda Young. Ainda dentro do Fantástico, foi convidada para atuar no episódio "Auto-Ajuda" da série de comédia Sitcom.br como "Ana Lúcia".
Com Selton Mello, Pedro Paulo Rangel, Marisa Orth e Drica Moraes, protagonizou a série de comédia Os Aspones (2004), baseada na série britânica The Office, que girava em torno de um grupo de funcionários públicos, apelidados de "aspones" (Assessores de Porcaria Nenhuma), que estavam lotados no FMDO (Fichário Ministerial de Documentos Obrigatórios), uma repartição pública onde a maioria das tarefas era inexistente. Como resultado, os funcionários criaram o FMDO (Falar Mal Dos Outros), uma prática que resultava em ridicularização mútua entre eles e com aqueles que frequentavam o local. A série, apesar do elogio da crítica, foi cancelada em sua primeira temporada, e rendeu a Andréa a indicação de Melhor Atriz em Série de Comédia no Prêmio Qualidade Brasil. 
Em 2004, Beltrão participou da cinebiografia Cazuza: O Tempo Não Para, que retrata a vida e a carreira do cantor Cazuza, com Daniel de Oliveira no papel principal. Beltrão interpretou a amiga do cantor, "Malu". Sua atuação no filme lhe rendeu uma indicação ao Grande Otelo de Melhor Atriz Coadjuvante no Grande Prêmio do Cinema Brasileiro. Em 2005, volta ao Fantástico no quadro Damas e Cavalheiros, interpretando diversos personagens.
No teatro, retorna aos palcos em Sonata de Outono, baseado no filme homônimo de Ingmar Bergman e dirigida por Aderbal Freire Filho, com Marieta Severo e Isio Ghelman. O espetáculo foi um marco por se tratar da inauguração do Teatro Poeira, propriedade das atrizes Andréa Beltrão e Marieta Severo. A história descreve o reencontro entre mãe e filha após sete anos de distância. "Charlotte" (Severo), uma renomada concertista, recentemente enfrentou a perda de seu parceiro e decide aceitar o convite de sua filha "Eva" (Beltrão) e seu marido "Viktor" (Ghelman)  para passar alguns dias com eles. O que inicialmente parece ser um momento de alegria pela reunião familiar, aos poucos revela sentimentos inesperados e complexos.
No cinema, faz um papel secundário na comédia O Coronel e o Lobisomem (2005), de Maurício Farias, interpretando "Dona Bébé", papel esse que lhe rendeu a indicação de Melhor Atriz Coadjuvante de Cinema no Prêmio Qualidade Brasil. Em 2006, estrelou o curta-metragem Ensaio, que retrata uma história de amor entre mãe e filho, dirigido por Márcio Salem. Em 2007, esteve no elenco dos documentários O Tablado e Maria Clara Machado e Jogo de Cena, sendo esse último um sucesso de crítica, pelo qual Andréa recebeu sua terceira indicação da academia ao Grande Prêmio do Cinema Brasileiro, dessa vez como Melhor Atriz.

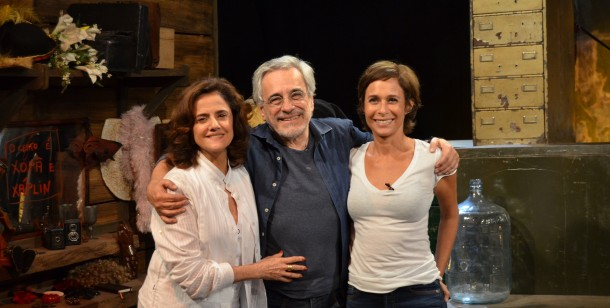
Andréa ao lado de Marieta Severo e Aderbal Freire Filho.

Beltrão esteve em A Grande Família: O Filme (2007) no seu papel da "Marilda", trabalho esse que a trouxe novamente à seleta lista de indicados do Prêmio Guarani de Cinema na categoria de Melhor Atriz Coadjuvante, em 2008. Em 2007, estreia no teatro a peça As Centenárias, de Aderbal Freire Filho, que trouxe Beltrão em um de seus personagens mais aclamados nos palcos. Em mais uma célebre parceria com Marieta Severo, as duas atrizes interpretam duas carpideiras em uma história que celebra a amizade. Ambas as performances receberam elogios, no entanto, Beltrão saiu-se vitoriosa como Melhor Atriz nos prêmios Shell, APTR e Prêmio Contigo! de Teatro. A peça permaneceu em cartaz por diversas temporadas, sendo encenada até 2011. Em 2008, faz uma participação especial na comédia romântica Romance, protagonizada por Letícia Sabatella e Wagner Moura, como "Fernanda", consolidando mais indicações ao Grande Otelo e Prêmio Guarani, ambas na categoria de atriz coadjuvante.
Em 2009, retorna à televisão protagonizando a minissérie Som & Fúria, uma versão da série canadense Slings and Arrows, sendo adaptada por Fernando Meirelles. O seriado acompanha as histórias de uma companhia de teatro em São Paulo que faz apresentações de clássicos, em especial os textos dramáticos de Shakespeare, e Andréa interpreta a atriz "Elen Vanlau". No cinema, protagoniza o filme dramático Salve Geral (2009), dirigido por Sérgio Rezende. A obra foi selecionada para representar o Brasil na disputa do Oscar de Melhor Filme Estrangeiro naquele ano. O filme é inspirado nos ataques ocorridos em maio de 2006 na cidade de São Paulo, liderados por membros de uma organização criminosa, que visavam atacar policiais nas ruas e dentro do sistema penitenciário. No enredo, Beltrão interpreta "Lúcia", uma viúva de classe média com o desejo de libertar seu filho da prisão.
No mesmo ano, Beltrão interpreta o papel-título no filme de ação Verônica. O filme é um thriller que acompanha a história de "Verônica", uma professora que enfrenta a violência urbana em sua rotina diária e, em certo momento, precisa resgatar um de seus alunos cujos pais foram assassinados. A atuação dramática de Andréa recebeu elogios da crítica, rendendo-lhe indicações ao Grande Otelo, ao Prêmio ACIE, onde se saiu vencedora, e ao Prêmio Guarani de Melhor Atriz em 2010, que são algumas das principais premiações do cinema brasileiro.

### 2010—19: Sucesso emTapas & Beijose indicação ao Emmy Internacional
Em dezembro de 2010, protagoniza o especial de fim de ano Programa Piloto, com Fernanda Torres, Alexandre Borges e Fernanda de Freitas. O especial acompanha os bastidores de uma novela brega paquistanesa, cuja sinopse concentra-se em "Carmen" (Beltrão), que tenta resgatar seu marido "Edgar" (Borges) do hospital, onde está sob os cuidados da enfermeira "Naja" (Torres). Paralelamente, os atores da novela enfrentam conflitos pessoais, especialmente com a chegada de Fabiana (Fernanda de Freitas), que tenta usurpar o lugar das estrelas Renata (Fernanda Torres) e Beatriz (Andréa Beltrão). No mesmo ano, aparece no filme de comédia dramática O Bem-Amado, dirigido por Guel Arraes. No filme, ela interpreta "Dulcinéia Cajazeira", que completa o trio das "Irmãs Cajazeiras" ao lado de Zezé Polessa e Drica Moraes.
Após sua participação em A Grande Família, Beltrão se envolveu na nova série de comédia Tapas & Beijos (2011), interpretando o papel de "Sueli". "Sueli" compartilha um apartamento no Méier, na Zona Norte do Rio de Janeiro, com sua amiga "Fátima" (Fernanda Torres). Ambas trabalham na Djalma Noivas, uma loja de aluguel de vestidos de noiva e venda de artigos de casamento em Copacabana. Ao longo de cinco temporadas, as amigas lidam com os sonhos românticos das mulheres, enquanto esperam encontrar seus próprios príncipes encantados. A vida amorosa das duas é repleta de confusões. A série fez sucesso de crítica e público, tornando-se muito popular, inclusive nas redes sociais tendo suas cenas reproduzidas diversas vezes. A última temporada de Tapas & Beijos foi ao ar em 2015.
Em 2012, atua no filme de comédia Os Penetras, dirigido por Andrucha Waddington e estrelado por Marcelo Adnet e Eduardo Sterblitch, onde interpreta "Laura", uma socialite que tem sua identidade roubada em uma armação do trio de protagonistas. No mesmo ano, aventura-se no teatro musical estrelando o espetáculo Jacinta, nova parceria com Aderbal Freire Filho, onde encarna "Jacinta", descrita como a "pior atriz do mundo", a qual vive buscando reconhecimento e aplausos. Na trama, a protagonista tem sua primeira experiência diante da rainha de Portugal, que é apaixonada por teatro e se apavora com a apresentação desastrosa.
Em 2013, atua na comédia Giovanni Improtta, dirigido e estrelado por José Wilker, que é baseado no personagem homônimo escrito por Aguinaldo Silva, que tomou fama nacional durante a novela Senhora do Destino em 2004. No filme, Beltrão interpreta "Marilene Improtta", a esposa de "Giovanni". Em 2014, é convidada para uma participação especial no episódio final da série A Grande Família, novamente interpretando "Marilda", em homenagem ao seu trabalho no seriado. No teatro, Andréa, Malu Galli e Mariana Lima protagonizaram a peça Nômades (2014–15), cujo enredo acompanha três amigas muito próximas que inesperadamente recebem a notícia da morte de uma quarta amiga igualmente próxima, que mexe com a vida delas.

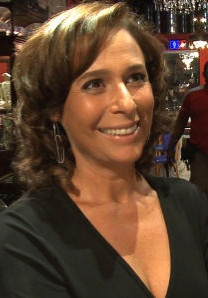
Beltrão nos bastidores do filme Pequeno Dicionário Amoroso 2, em 2015.

Em 2015, foi dirigida por Guilherme Fontes na cinebiografia Chatô, o Rei do Brasil, na qual Marco Ricca desempenha o papel principal de Assis Chateaubriand. A produção do filme teve início em 1995, com previsão de lançamento para 1997, mas foi adiada para 1999 e posteriormente interrompida. O projeto foi suspenso devido a suspeitas de irregularidades relacionadas ao uso de verbas governamentais destinadas ao cinema e à cultura por parte de Guilherme Fontes, em sua primeira tentativa como diretor. O filme só foi finalizado em 2015. Na trama, ela interpreta "Vivi Sampaio", esposa de "Assis", uma figura proeminente na sociedade carioca. Neste ano, também foi lançado nos cinemas a sequência Pequeno Dicionário Amoroso 2, trazendo novamente Andréa e Daniel Dantas como um casal após 17 anos do primeiro filme.
Ainda em 2015, protagonizou com Nathália Timberg o filme Em Três Atos, de Lúcia Murat, que é uma mescla de documentário e ficção. Nathalia e Andrea narram textos de Simone de Beauvoir, enquanto Maria Alice Poppe e Angel Vianna interpretam duas bailarinas, uma em seu auge de carreira e outra aos 85 anos. Elas ensaiam passos de dança contemporânea, explorando temas de vida, morte e o processo de envelhecimento. Em 2016, atua no filme dramático Sob Pressão, de Andrucha Waddington, estrelado por Júlio Andrade e Marjorie Estiano no papel de médicos de um problemático hospital no Rio. No filme, ela interpreta "Ana Lucia", a administradora do hospital. A obra obteve uma boa recepção da crítica, sobretudo pela atuação do elenco, com destaque para Beltrão sendo nomeada ao Grande Otelo de Melhor Atriz Coadjuvante, consolidando sua nona indicação ao prêmio da Academia.

Sobre seu primeiro solo, Beltrão comentou: "Sempre rejeitei a ideia de monólogo. Mas o desejo de fazê-lo nasce a partir de uma busca por simplicidade no fazer teatral. Sou apaixonada por “Antígona” e pelo Amir há tempos, e ao assistir a trabalhos como os de Julio Adrião (“A descoberta das Américas”), Fernanda Torres (“A casa dos budas ditosos”), Gustavo Gasparani (“Ricardo III”), entre outros, pensei numa peça capaz de ser realizada em qualquer lugar, e é por isso que tudo se desenvolve numa cena simples, com poucos elementos.".

— Beltrão em entrevista ao jornal O Globo
Também em 2016, protagoniza o primeiro solo de sua carreira no teatro em Antígona, um clássico grego dirigido por Amir Haddad, com quem também assina boa parte da dramatização da peça. Andréa trabalhou por cerca de um ano na montagem, pesquisa e ensaios desse espetáculo, que também marca uma celebração dos seus 40 anos de carreira. A primeira sessão da encenação foi realizada apenas para convidados. No palco, a peça começa de maneira sutil, como se ainda não fosse o momento inicial. Com a porta do camarim entreaberta e a luz iluminando tanto a cena quanto a plateia, Andréa atua como se estivesse em uma conversa direta com o público. Não há um cenário convencional atrás dela; em vez disso, a parede da sala apresenta uma espécie de árvore genealógica dos mitos trágicos gregos, com folhas de papel impressas contendo os nomes de deuses e deusas, desde Zeus e Hera. O monólogo rendeu à atriz o primeiro Prêmio APCA de sua carreira como Melhor Atriz Teatral.
Em 2018, viaja para o Sul para filmar a comédia romântica Sueño Florianópolis, uma coprodução entre Argentina e Brasil, dirigida por por Ana Katz. Protagonizado pelos argentinos Mercedes Morán e Gustavo Garzón, o filme acompanha a viagem de uma família argentina ao Brasil com intenções de salvar o casamento em crise, no entanto o encontro com um casal de brasileiros,  "Marco" (Marco Ricca) e "Larissa" (Andréa Beltrão), acaba se tornando um obstáculo para suas intenções iniciais.
No mesmo ano, estrelou o suspense Albatroz, dirigido por Daniel Augusto, interpretando a misteriosa "Alícia Henricksehn". O filme acompanha a história de um fotógrafo, vivido por Alexandre Nero, que enfrenta críticas após registrar cenas de um atentado terrorista. "Alícia" é sua ex-namorada da adolescência e primeiro amor, convidando-o para fotografar os sonhos em um laboratório neurocientífico. No entanto, essa aventura artística e científica revela-se uma terrível armadilha, deixando o protagonista, "Simão", incapaz de distinguir entre sonho e realidade enquanto enfrenta fantasmas do passado e suspeita de uma conspiração política potencialmente catastrófica.
Em 2019, encarna a apresentadora Hebe Camargo na cinebiografia Hebe: A Estrela do Brasil. O filme retrata Hebe com seu estilo exagerado e extrovertido, mantendo sua sinceridade nos comentários, apesar da ameaça da censura dos meios de comunicação da época. Ele destaca sua saída de uma emissora que a censurava e não queria mais seus programas ao vivo. Além disso, aborda os desafios enfrentados em sua vida pessoal, incluindo o machismo, agressões e o ciúme excessivo de seu segundo marido, Lélio Ravagnani, no filme interpretado por Marco Ricca. Embora o filme tenha gerado opiniões divergentes entre os críticos, a atuação de Beltrão como Hebe recebeu muitos elogios. Apesar das diferenças físicas com a apresentadora, a atriz conseguiu capturar nuances e comportamentos que evocavam a personalidade da biografada. Após dez indicações, Andréa Beltrão finalmente conquistou o prêmio de Melhor Atriz no Grande Otelo por seu trabalho no filme. A obra foi lançada como minissérie no Globoplay, incluindo cenas adicionais que mais tarde foram transmitidas na TV Globo. A minissérie recebeu reconhecimento internacional, resultando na indicação de Andréa como Melhor Atriz no Emmy Internacional.

### 2020—presente: Volta às telenovelas e trabalhos recentes
Em 2020, protagonizou o filme de drama Verlust, de Esmir Filho, interpretando a empresária do ramo musical "Frederica". No filme, "Frederica" enfrenta uma crise em seu casamento enquanto organiza uma festa de réveillon. Sua filha está partindo para estudar no exterior, e ela precisa lidar com as pressões de administrar a carreira de uma pop star (interpretada por Marina Lima). Quando uma criatura marinha encalha na praia, desencadeando uma crise, "Frederica" é confrontada com seu maior medo: a perda. O filme teve um lançamento limitado e não teve uma boa recepção da crítica, no entanto Andréa recebeu sua 11ª indicação ao Grande Otelo e sua 8ª ao Prêmio Guarani, dessa vez ambas na categoria de Melhor Atriz.
Em 2021, volta às novelas após um hiato de 20 anos com a personagem "Rebeca" de Um Lugar ao Sol, escrita por Lícia Manzo para o horário das nove da TV Globo. Na trama, sua personagem é uma ex-modelo de sucesso  que se sente oprimida pelo curto prazo de sua carreira, lidando com as questões da idade. Ela é casada com "Túlio" (Daniel Dantas), que a trai, e é mãe de "Cecília" (Fernanda Marques). Ao longo da trama, ela se envolve com "Felipe" (Gabriel Leone), um rapaz mais jovem, gerando reações contrárias de sua família. A personagem ganhou destaque na trama por seu forte discurso feminista e por abordar a vida da mulher após os 50 anos de idade.
Em 2022, protagoniza a peça O Espectador, ao lado de Marieta Severo, Renata Sorrah e Ana Baird. Com uma dinâmica semelhante a um jogo teatral entre o palco e a plateia, elas alternam entre os papéis de advogados de acusação e defesa, juízes e testemunhas, para julgar um réu que não tem conhecimento do que está sendo acusado. Neste ano, também escreve e protagoniza o drama Ela e Eu,  no papel de "Bia", uma mulher que passa vinte anos em coma e acorda subitamente, tendo que reaprender a viver e conviver com sua família. O filme também é estrelado Eduardo Moscovis, Mariana Lima, Lara Tremouroux e Karine Teles no elenco. No Festival de Cinema de Brasília, Beltrão foi premiada como Melhor Atriz e Melhor Roteiro, além de ter sido indicada ao Grande Otelo pela 12ª vez.
Em 2023, atuou no episódio "Falas da Vida" da minissérie antológica Histórias (Im)Possíveis. No episódio, Andréa interpretou "Meire", uma motorista de aplicativo prestes a completar 60 anos e que se sente desconfortável com a proximidade da data. Durante uma noite de trabalho repleta de surpresas e encontros com outras mulheres, "Meire" é levada por caminhos desconhecidos que desafiam sua perspectiva do presente e do futuro.
Em 2024, retornou ao horário das 18h, interpretando a sertaneja "Zefa Leonel", personagem central na novela No Rancho Fundo. Matriarca dos Leonel, a garimpeira, considerada o pilar da família, é descrita como inteligente, racional e fatalista, tendo sofrido muitas necessidades na vida, o que a transformou em uma mulher cautelosa e poupadora. Sua personagem era casada com "Tico Leonel" (Alexandre Nero) e mãe da mocinha "Quinota" (Larissa Bocchino). Por esse trabalho, Andréa recebeu o Melhores do Ano de melhor atriz de novela.

## Vida pessoal
Em 1983 começou a namorar o ator e cineasta Guel Arraes. Em 1984 foram morar juntos, mas em 1989 separaram-se. Teve um relacionamento com o diretor de televisão, Rogério Gallo, de 1990 a 1992. Após outros relacionamentos, em 1994 iniciou um romance com o produtor e diretor Maurício Farias. Em 1995 foram viver juntos. Dessa união, tiveram três filhos: Francisco (n. 1996), Rosa (n. 1997) e José (n. 2000).
Em entrevistas, Andréa revelou ser ateia, e que toda sua família era cética. Também informou que estudava no Colégio Pedro II, onde sua mãe era professora, e que seus filhos estudaram lá, mas que os tirou devido às greves contínuas. Referiu que fazia questão de levar uma vida simples, e que ela e os filhos utilizavam alimentação orgânica. Disse ter tido problemas com uso de álcool e drogas durante a adolescência e início da vida adulta, e por muitos anos frequentou psicoterapia e grupos de alcoólicos anônimos e narcóticos anônimos, mas que rapidamente se recuperou. Encontrou uma válvula de escape no teatro como meio profissional, e na atividade física, como hobby, os quais tiveram papel decisivo no seu bem estar emocional.

## Teatro
| Ano          | Título                              | Personagem               | Ref.    |
| ------------ | ----------------------------------- | ------------------------ | ------- |
| 1976         | O Auto da Compadecida               | João Grilo               | [ 3 ]   |
| 1980         | Hoje é Dia de Rock                  | Neuzinha (Cigana)        | [ 115 ] |
| João e Maria | Sapo                                | [ 116 ]                  |         |
| 1981         | Brincando com Fogo                  |                          | [ 117 ] |
| 1982         | Zíper Aberto                        |                          | [ 9 ]   |
| 1982         | O Dragão                            |                          | [ 10 ]  |
| 1983         | Teatro Enredo                       |                          | [ 12 ]  |
| 1983         | Recordações do Futuro               |                          | [ 13 ]  |
| 1984         | O Beijo no Asfalto                  |                          | [ 118 ] |
| 1985         | Sapomorfose                         |                          |         |
| 1986         | Ação entre Amigos                   |                          | [ 22 ]  |
| 1988         | O Amigo da Onça                     |                          | [ 26 ]  |
| 1989         | A Estrela do Lar                    |                          | [ 27 ]  |
| 1991         | Senhorita Júlia                     | Júlia                    | [ 33 ]  |
| 1994         | 5 X Comédia                         |                          | [ 40 ]  |
| 1998         | A Dona da História                  |                          | [ 48 ]  |
| 2001         | Memória da Água                     | Maria                    | [ 119 ] |
| 2002         | Eu e Meu Guarda-Chuva               |                          | [ 58 ]  |
| 2002         | A Prova                             | Catherine                | [ 120 ] |
| 2004         | Como eu Aprendi a Dirigir meu Carro |                          | [ 63 ]  |
| 2005         | Sonata de Outono                    | Eva                      | [ 121 ] |
| 2007–2011    | As Centenárias                      |                          |         |
| 2012–2013    | Jacinta                             | Jacinta Maria            | [ 122 ] |
| 2014–2015    | Nômades                             |                          |         |
| 2016–2019    | Antígona                            | Antígona                 |         |
| 2022         | O Espectador                        | Advogado/Juíz/Testemunha |         |

## Filmografia

### Televisão
| Ano       | Trabalho / Obra           | Personagem                                            | Notas                                |
| --------- | ------------------------- | ----------------------------------------------------- | ------------------------------------ |
| 1982      | Elas por Elas             | Regina                                                | Episódio: "3 de julho"               |
| 1984      | Corpo a Corpo             | Angela Mendes Machado                                 |                                      |
| 1985–1988 | Armação Ilimitada         | Zelda Scott                                           |                                      |
| 1990      | Rainha da Sucata          | Ingrid Figueroa e Albuquerque de Bresson              |                                      |
| 1992      | Pedra sobre Pedra         | Úrsula Pontes                                         |                                      |
| 1992      | Você Decide               | Luana                                                 | Episódio: "Coração Partido"          |
| 1993      | Mulheres de Areia         | Antônia Vieira dos Santos (Tônia)                     |                                      |
| 1993      | Radical Chic              | Radical Chic                                          |                                      |
| 1994      | A Viagem                  | Lisandra Barbosa (Lisa)                               |                                      |
| 1994      | A Madona de Cedro         | Marta Rodrigues                                       |                                      |
| 1994      | Caso Especial             | Lovemar                                               | Episódio: "Suburbano Coração"        |
| 1996      | Vira Lata                 | Maria Helena Moreira Vianna (Helena / Lê)             |                                      |
| 1996      | A Comédia da Vida Privada | Vários personagens                                    |                                      |
| 1998      | Era uma Vez...            | Bruna Reis                                            |                                      |
| 1999      | Zorra Total               | Roberta, a Garota TPM                                 |                                      |
| 1999      | Você Decide               | Irene                                                 | Episódio: "Mulher 2000"              |
| 2000      | Você Decide               | Sandra                                                | Episódio: "Olha o Passarinho"        |
| 2000      | Brava Gente               | Simone                                                | Episódio: "O Condomínio"             |
| 2001      | Brava Gente               | Sarita                                                | Episódio: "A Grã-fina de Copacabana" |
| 2001      | As Filhas da Mãe          | Tatiana Cavalcante                                    |                                      |
| 2002      | Os Normais                | Marilena                                              | Episódio: "Tudo Normal Como Antes"   |
| 2002–2009 | A Grande Família          | Marilda Maria Palmeira                                | Temporadas 2–9                       |
| 2003      | Carol & Bernardo          | Carol                                                 | Especial de fim de ano               |
| 2004      | Sitcom.br                 | Ana Lúcia                                             | Episódio: "Auto-Ajuda"               |
| 2004      | As 50 Leis do Amor        | Vários personagens                                    |                                      |
| 2004      | Os Aspones                | Leda Maria                                            |                                      |
| 2005      | Damas e Cavalheiros       | Vários personagens                                    |                                      |
| 2009      | Som & Fúria               | Elen Vanlau                                           |                                      |
| 2010      | Programa Piloto           | Beatriz Spillberg                                     | Especial de fim de ano               |
| 2010      | Programa Piloto           | Carmem Lins                                           | Especial de fim de ano               |
| 2011–2015 | Tapas & Beijos            | Sueli Sampaio                                         |                                      |
| 2014      | A Grande Família          | Ela mesma / Marilda Maria Palmeira                    | Episódio: "Um"                       |
| 2017      | Tá no Ar: A TV na TV      | Monstro do Eletro Five                                | Episódio: "7 de março"               |
| 2017      | Cidade Proibida           | Vera / Vilma                                          | Episódio: "Caso Vera"                |
| 2017      | Palavras em Série         | Adélia Prado                                          |                                      |
| 2019      | Hebe                      | Hebe Camargo                                          |                                      |
| 2021      | Um Lugar ao Sol           | Rebeca Assunção                                       |                                      |
| 2023      | Histórias (Im)Possíveis   | Meire                                                 | Episódio: "Falas da Vida"            |
| 2024      | No Rancho Fundo           | Josefa Maria d'Assunção Limoeiro Leonel (Zefa Leonel) |                                      |

### Cinema
| Ano  | Título                                         | Papel                      | Notas                     |
| ---- | ---------------------------------------------- | -------------------------- | ------------------------- |
| 1984 | Bete Balanço                                   | Dançarina                  |                           |
| 1984 | Garota Dourada                                 | Glória                     |                           |
| 1985 | O Rei do Rio                                   | Thaís                      |                           |
| 1985 | Os Bons Tempos Voltaram: Vamos Gozar Outra Vez | Andréa                     | Segmento: "Sábado Quente" |
| 1986 | As Sete Vampiras                               | Maria                      |                           |
| 1986 | Rock Estrela                                   | Mary Louca                 |                           |
| 1987 | A Cor do Seu Destino                           | Helena                     |                           |
| 1987 | O Bebê                                         | Marta                      | Curta-metragem            |
| 1989 | Minas-Texas                                    | Januária                   |                           |
| 1990 | O Escorpião Escarlate                          | Glória Campos              |                           |
| 1991 | Vai Trabalhar, Vagabundo II                    | Amiga de Eduardo           |                           |
| 1997 | Pequeno Dicionário Amoroso                     | Luíza                      |                           |
| 2001 | A Partilha                                     | Regina                     |                           |
| 2004 | Cazuza - O Tempo não Pára                      | Malu                       |                           |
| 2005 | O Coronel e o Lobisomem                        | Dona Bebé                  |                           |
| 2006 | Ensaio                                         | Marina                     | Curta-metragem            |
| 2007 | O Tablado e Maria Clara Machado                | Ela mesma                  | Documentário              |
| 2007 | A Grande Família - O Filme                     | Marilda Maria Palmeira     |                           |
| 2007 | Jogo de Cena                                   | Ela mesma                  | Documentário              |
| 2008 | Romance                                        | Fernanda                   |                           |
| 2009 | Verônica                                       | Verônica                   |                           |
| 2009 | Salve Geral                                    | Lucia                      |                           |
| 2010 | O Bem-Amado                                    | Dulcinéia Cajazeira        |                           |
| 2012 | Os Penetras                                    | Laura                      |                           |
| 2013 | Giovanni Improtta                              | Marilene Mendonça Improtta |                           |
| 2015 | Chatô, o Rei do Brasil                         | Vivi Sampaio               |                           |
| 2015 | Pequeno Dicionário Amoroso 2                   | Luíza                      |                           |
| 2015 | Em Três Atos                                   | Intelectual (jovem)        |                           |
| 2016 | Sob Pressão                                    | Ana Lúcia                  |                           |
| 2018 | Sueño Florianópolis                            | Larissa                    |                           |
| 2018 | Albatroz                                       | Alícia Henricksehn         |                           |
| 2019 | Hebe: A Estrela do Brasil                      | Hebe Camargo               |                           |
| 2020 | Verlust                                        | Frederica                  |                           |
| 2022 | Ela e Eu                                       | Bia                        | Também roteirista         |
| 2024 | Avenida Beira-Mar                              | Marta                      | [ 164 ]                   |

## Prêmios e indicações
Andréa Beltrão já foi reconhecida em múltiplas premiações em diversas áreas do teatro, cinema e televisão. Ela acumula indicações nos principais principais festivais e eventos do país, bem como também foi prestigiada em premiações internacionais. Por seus trabalhos no cinema, ela se tornou uma das atrizes com mais indicações pela Academia Brasileira de Cinema ao Grande Otelo. Na categoria de melhor atriz, ela possui seis indicações, se saindo vitoriosa em uma delas por Hebe: A Estrela do Brasil, em 2020. Já na categoria de melhor atriz coadjuvante ela possui cinco indicações, sem vitórias até então.
Em festivais de cinema, destacam-se suas vitórias no Festival de Brasília, onde ela já foi premiada quatro vezes com o Troféu Candango: a primeira foi em 1985 por seu desempenho em Minas-Texas; a segunda vitória se deu na categoria de atriz coadjuvante por Vai Trabalhar, Vagabundo II; já em 2021 ela voltou a receber o troféu por seu desempenho em Ela e Eu, nas categorias de melhor atriz e melhor roteiro. No Los Angeles Brazilian Film Festival, ela foi vencedora na categoria de melhor atriz por Salve Geral em 2010. No mesmo ano foi honrada com uma homenagem especial no Miami Brazilian Film Festival. Esses dois são os principais festivais de cinema brasileiro nos Estados Unidos.
Na maior premiação da crítica brasileira de cinema, o Prêmio Guarani, Andréa também possui inúmeras indicações, incluindo cinco como melhor atriz e três como atriz coadjuvante, ainda sem vitórias. A Associação  de Correspondentes de Imprensa Estrangeira no Brasil a elegeu como a melhor atriz de 2009, concedendo a ela o Prêmio ACIE de melhor atriz por sua atuação em Verônica (2009).
No teatro, ela também já foi reconhecida, sobretudo por sua atuação em As Centenárias (2007) e Antígona (2016). No Prêmio Shell, um dos mais tradicionais do teatro brasileiro, ela possui três vitórias. Em 2003 ela venceu pela primeira vez a categoria de Melhor Atriz, por A Prova, e em 2008 veio sua segunda vitória por As Centenárias. Em 2006, ela recebeu um prêmio especial ao lado de Marieta Severo em homenagem a inauguração do Teatro Poeira, administrado pelas duas no Rio de Janeiro. Também por As Centenárias, ela foi premiada com o Prêmio APTR de melhor atriz. Em 2017, ela recebeu seu primeiro Prêmio APCA por sua atuação na peça Antígona.
Em 2020, entrou para o seleto grupo de atrizes brasileiras indicadas ao Emmy Internacional de Melhor Atriz, por sua atuação na minissérie Hebe, derivada do filme Hebe: A Estrela do Brasil, onde ela interpreta a apresentadora Hebe Camargo. Com este feito, ela se tornou a oitava brasileira indicada nesta categoria do prêmio que é considerado o maior e mais importante da televisão mundial.

### Principais prêmios e indicações
| Ano  | Associações                                   | Categoria                                           | Nomeações                          | Resultado |
| ---- | --------------------------------------------- | --------------------------------------------------- | ---------------------------------- | --------- |
| 1986 | Rio-Cine Festival                             | Melhor Atriz Coadjuvante                            | As Sete Vampiras                   | Venceu    |
| 1989 | Festival de Cinema de Brasília                | Melhor Atriz                                        | Minas-Texas                        | Venceu    |
| 1990 | Festival de Cinema e TV de Natal              | Melhor Atriz                                        | O Escorpião Escarlate              | Venceu    |
| 1991 | Festival de Cinema de Brasília                | Melhor Atriz Coadjuvante                            | Vai Trabalhar, Vagabundo II        | Venceu    |
| 1998 | Prêmio Guarani                                | Melhor Atriz                                        | Pequeno Dicionário Amoroso         | Indicada  |
| 2001 | Prêmio Qualidade Brasil                       | Melhor Atriz Teatral Drama                          | A Memória da Água                  | Indicada  |
| 2001 | Prêmio Qualidade Brasil                       | Melhor Atriz em Cinema                              | A Partilha                         | Venceu    |
| 2002 | Grande Prêmio do Cinema Brasileiro            | Melhor Atriz                                        | A Partilha                         | Indicada  |
| 2002 | Prêmio Shell                                  | Melhor Atriz                                        | A Memória da Água                  | Indicada  |
| 2002 | Prêmio Governador do Estado                   | Melhor Atriz                                        | A Memória da Água                  | Indicada  |
| 2002 | Prêmio Maria Clara Machado de Teatro Infantil | Melhor Atriz                                        | Eu e Meu Guarda-Chuva              | Venceu    |
| 2003 | Prêmio Shell                                  | Melhor Atriz                                        | A Prova                            | Venceu    |
| 2004 | Prêmio Qualidade Brasil - SP                  | Melhor Atriz Teatral Drama                          | Como Eu Aprendi a Dirigir um Carro | Indicada  |
| 2005 | Grande Prêmio do Cinema Brasileiro            | Melhor Atriz Coadjuvante                            | Cazuza - O Tempo não Para          | Indicada  |
| 2005 | Prêmio Arte Qualidade Brasil                  | Melhor Atriz em Série de Comédia                    | Os Aspones                         | Indicada  |
| 2005 | Prêmio Arte Qualidade Brasil                  | Melhor Atriz Coadjuvante em Cinema                  | O Coronel e o Lobisomem            | Indicada  |
| 2006 | Prêmio Faz Diferença                          | Segundo Caderno/ Teatro                             | Abertura do Teatro Poeira          | Venceu    |
| 2006 | Prêmio Shell                                  | Prêmio Especial (com Marieta Severo)                | Abertura do Teatro Poeira          | Venceu    |
| 2006 | Prêmio Shell                                  | Melhor Atriz                                        | Sonata de Outono                   | Indicada  |
| 2006 | Prêmio Arte Qualidade Brasil                  | Melhor Atriz em Série de Comédia                    | A Grande Família                   | Venceu    |
| 2007 | Grande Prêmio do Cinema Brasileiro            | Melhor Atriz Coadjuvante                            | O Coronel e o Lobisomem            | Indicada  |
| 2008 | Grande Prêmio do Cinema Brasileiro            | Melhor Atriz                                        | Jogo de Cena                       | Indicada  |
| 2008 | Prêmio Guarani                                | Melhor Atriz Coadjuvante                            | A Grande Família: O Filme          | Indicada  |
| 2008 | Prêmio APTR                                   | Melhor Atriz Principal                              | As Centenárias                     | Venceu    |
| 2008 | Prêmio Shell                                  | Melhor Atriz                                        | As Centenárias                     | Venceu    |
| 2008 | Prêmio Contigo! de Teatro                     | Melhor Atriz                                        | As Centenárias                     | Venceu    |
| 2009 | Prêmio Quem                                   | Melhor Atriz de Teatro                              | As Centenárias                     | Indicada  |
| 2009 | Prêmio Quem                                   | Melhor Atriz de Cinema                              | Verônica                           | Indicada  |
| 2009 | Prêmio Quem                                   | Melhor Atriz de Televisão                           | A Grande Família                   | Indicada  |
| 2009 | Prêmio Contigo! de TV                         | Melhor Atriz em Comédia                             | A Grande Família                   | Indicada  |
| 2009 | Prêmio Arte Qualidade Brasil                  | Melhor Atriz em Minissérie ou Telefilme             | Som & Fúria                        | Indicada  |
| 2009 | Grande Prêmio do Cinema Brasileiro            | Melhor Atriz Coadjuvante                            | Romance                            | Indicada  |
| 2009 | Prêmio Guarani                                | Melhor Atriz Coadjuvante                            | Romance                            | Indicada  |
| 2009 | Prêmio Contigo! de Cinema Nacional            | Melhor Atriz (júri oficial)                         | Verônica                           | Indicada  |
| 2010 | Grande Prêmio do Cinema Brasileiro            | Melhor Atriz                                        | Verônica                           | Indicada  |
| 2010 | Prêmio ACIE de Cinema                         | Melhor Atriz                                        | Verônica                           | Venceu    |
| 2010 | Prêmio Guarani                                | Melhor Atriz                                        | Verônica                           | Indicada  |
| 2010 | Brazilian Film Festival of Miami              | Conjunto da Obra                                    | Carreira no Cinema                 | Venceu    |
| 2010 | Prêmio Contigo! de Cinema Nacional            | Melhor Atriz Coadjuvante (júri oficial)             | Salve Geral                        | Indicada  |
| 2010 | Los Angeles Brazilian Film Festival           | Melhor Atriz                                        | Salve Geral                        | Venceu    |
| 2011 | Prêmio 100% Vídeo de Cinema Brasileiro        | Melhor Atriz                                        | Salve Geral                        | Indicada  |
| 2011 | Prêmio Guarani                                | Melhor Atriz Coadjuvante                            | O Bem-Amado: O Filme               | Indicada  |
| 2011 | Prêmio Arte Qualidade Brasil                  | Melhor Atriz em Minissérie ou Telefilme             | O Bem-Amado                        | Indicada  |
| 2011 | Prêmio Arte Qualidade Brasil                  | Melhor Atriz em Série ou Projeto Especial           | Tapas & Beijos                     | Venceu    |
| 2011 | Prêmio Extra de Televisão                     | Melhor Atriz em Televisão                           | Tapas & Beijos                     | Venceu    |
| 2011 | Melhores do Ano                               | Comédia (com Fernanda Torres)                       | Tapas & Beijos                     | Indicada  |
| 2012 | Prêmio Contigo! de TV                         | Melhor Atriz em Série ou Minissérie                 | Tapas & Beijos                     | Indicada  |
| 2012 | Prêmio Quem de Televisão                      | Melhor Atriz                                        | Tapas & Beijos                     | Indicada  |
| 2013 | Prêmio Contigo! de TV                         | Melhor Atriz em Série ou Minissérie                 | Tapas & Beijos                     | Venceu    |
| 2013 | Grande Prêmio do Cinema Brasileiro            | Melhor Atriz Coadjuvante                            | Os Penetras                        | Indicada  |
| 2013 | Prêmio Questão de Crítica                     | Melhor Atriz                                        | Jacinta                            | Indicada  |
| 2014 | Prêmio Shell                                  | Melhor Atriz                                        | Os Nômades                         | Indicada  |
| 2014 | Prêmio Cesgranrio de Teatro                   | Melhor Atriz                                        | Os Nômades                         | Indicada  |
| 2016 | Prêmio Botequim Cultural                      | Melhor Atriz                                        | Antígona                           | Venceu    |
| 2016 | Grande Prêmio do Cinema Brasileiro            | Melhor Atriz                                        | Chatô, o Rei do Brasil             | Indicada  |
| 2016 | Prêmio Guarani                                | Melhor Atriz                                        | Em Três Atos                       | Indicada  |
| 2016 | Prêmio Quem de Cinema                         | Melhor Atriz                                        | Sob Pressão                        | Indicada  |
| 2017 | Grande Prêmio do Cinema Brasileiro            | Melhor Atriz Coadjuvante                            | Sob Pressão                        | Indicada  |
| 2017 | Prêmio Cenym de Teatro                        | Melhor Atriz                                        | Antígona                           | Indicada  |
| 2017 | Prêmio APCA                                   | Melhor Atriz em Teatro                              | Antígona                           | Venceu    |
| 2017 | Prêmio Cesgranrio de Teatro                   | Melhor Atriz                                        | Antígona                           | Indicada  |
| 2017 | Prêmio Arte Qualidade Brasil                  | Melhor Atriz                                        | Antígona                           | Indicada  |
| 2020 | Grande Prêmio do Cinema Brasileiro            | Melhor Atriz                                        | Hebe: A Estrela do Brasil          | Venceu    |
| 2020 | Prêmio Guarani                                | Melhor Atriz                                        | Hebe: A Estrela do Brasil          | Indicada  |
| 2020 | Prêmio Platino                                | Melhor Interpretação Feminina                       | Hebe: A Estrela do Brasil          | Indicada  |
| 2020 | Emmy Internacional                            | Melhor Atriz                                        | Hebe                               | Indicada  |
| 2020 | Prêmio APCA de Televisão                      | Melhor Atriz                                        | Hebe                               | Indicada  |
| 2020 | Prêmio F5                                     | Melhor Atriz em Série Dramática                     | Hebe                               | Indicada  |
| 2020 | Prêmio Área VIP                               | Melhor Atriz                                        | Hebe                               | Indicada  |
| 2020 | Melhores do Ano NaTelinha                     | Melhor Atriz                                        | Hebe                               | Indicada  |
| 2020 | SEC Awards                                    | Melhor Atriz Nacional                               | Hebe                               | Indicada  |
| 2021 | Melhores do Ano de Minha Novela               | Melhor Atriz em Série ou Minissérie                 | Hebe                               | Indicada  |
| 2021 | Festival Sesc de Melhores Filmes              | Melhor Atriz                                        | Verlust                            | Indicada  |
| 2021 | Grande Prêmio do Cinema Brasileiro            | Melhor Atriz                                        | Verlust                            | Indicada  |
| 2021 | Prêmio Guarani                                | Melhor Atriz                                        | Verlust                            | Indicada  |
| 2021 | Splash Awards                                 | Melhor Atuação                                      | Um Lugar ao Sol                    | Indicada  |
| 2021 | Melhores e Piores da TV Press                 | Melhor Atriz                                        | Um Lugar ao Sol                    | Venceu    |
| 2021 | Festival de Cinema de Brasília                | Melhor Atriz                                        | Ela e Eu                           | Venceu    |
| 2021 | Festival de Cinema de Brasília                | Melhor Roteiro                                      | Ela e Eu                           | Venceu    |
| 2022 | Festival de Cinema de Vassouras               | Melhor Atriz                                        | Ela e Eu                           | Indicada  |
| 2022 | Inffinito Film Festival                       | Melhor Elenco                                       | Ela e Eu                           | Venceu    |
| 2022 | Prêmio Contigo!                               | Atriz Coadjuvante - Novela ou Série                 | Um Lugar ao Sol                    | Indicada  |
| 2022 | Prêmio Cesgranrio de Teatro                   | Categoria Especial (com Marieta Severo e Bia Lessa) | Exposição "15 Anos de Poeira"      | Pendente  |
| 2022 | Prêmio Cesgranrio de Teatro                   | Melhor Atriz                                        | O Espectador                       | Pendente  |
| 2023 | Prêmio Shell de Teatro - RJ                   | Melhor Atriz                                        | O Espectador                       | Indicada  |
| 2023 | Festival Sesc Melhores Filmes                 | Melhor Atriz Nacional                               | Ela e Eu                           | Indicada  |
| 2024 | Prêmio Shell - RJ                             | Melhor Atriz                                        | Lady Tempestade                    | Pendente  |
| 2024 | Prêmio Noticiasdetv.com                       | Melhor Atriz Protagonista                           | No Rancho Fundo                    | Indicada  |
| 2024 | Splash Awards                                 | Melhor Atuação em Novela                            | No Rancho Fundo                    | Indicada  |
| 2024 | Melhores do Ano Natelinha                     | Melhor Atriz                                        | No Rancho Fundo                    | Indicada  |
| 2024 | Melhores do Ano                               | Atriz de Novela                                     | No Rancho Fundo                    | Venceu    |
| 2024 | Prêmio F5                                     | Melhor Atuação em Novela                            | No Rancho Fundo                    | Indicada  |
| 2024 | Prêmio Área VIP                               | Melhor Atriz                                        | No Rancho Fundo                    | Indicada  |
| 2024 | Prêmio APCA de Televisão                      | Melhor Atriz                                        | No Rancho Fundo                    | Venceu    |
| 2024 | Melhores do Ano - Duh Secco                   | Melhor Atriz                                        | No Rancho Fundo                    | Indicada  |
| 2024 | Melhores do Ano TV Press                      | Melhor Atriz                                        | No Rancho Fundo                    | Venceu    |
| 2025 | Troféu Internet                               | Melhor Atriz                                        | No Rancho Fundo                    | Indicada  |
| 2025 | Troféu Imprensa                               | Melhor Atriz                                        | No Rancho Fundo                    | Venceu    |
| 2025 | Prêmio Grande Otelo do Cinema Brasileiro      | Melhor Atriz                                        | Avenida Beira-Mar                  | Pendente  |